# Økologisk landbrug
Økologisk landbrug er en driftform, som er underlagt et sæt frivillige begrænsninger. Nogle af disse regler (specielt afvisningen af at bruge kunstigt fremstillet gødning (kunstgødning)) er begrundet i de sammenhænge i jordbundsforhold og biotoper, som afdækkes af den videnskabelige disciplin økologi, deraf navnet.

## Krav til økologisk landbrug
For planteavl drejer det sig om, at der ikke må bruges kunstgødning eller pesticider, dog er nogle pesticider godkendt i tilfælde af akut fare for tab af afgrøder . Ligeledes må der ikke tilføres slam fra rensningsanlæg eller industri. For husdyrbrug drejer det sig om, at foderet skal være økologisk dyrket, og om, at dyrevelfærden skal gå forud for hensynet til indtjening. I begge tilfælde afviser man brugen af genetisk modificerede organismer. Der er krav om sikkerhedsafstand til marker med genmodificerede afgrøder i de lande, hvor fx spredning af pollen fra disse GMO'er udgør en potentiel risiko for forurening af de økologiske markafgrøder.

## Planteernæring
Planter lever af lys, CO2, vand og næringsstoffer. De første er der som regel rigeligt af i Danmark, men næringsstofferne, er der ofte underskud af. Når man afstår fra at bruge kunstgødning og byslam må næringsstofferne hentes fra husdyrmøg, deposition fra luften, kvælstoffiksering og frigivelse fra jordbundens egne lagre.

### Deposition
Alle jorde modtager en vis mængde gødning fra luften. Det kan ske i form af støv, eller i form af forurening. Dansk landbrug har siden industrialiseringen i 1880'erne modtaget et tilskud af næringsstoffer som kvælstof, fosfor og svovl på grund af luftforureningen. Bedre filtre har dog nedsat tilskuddet af svovl betragteligt, så meget, at der nu må gødes med svovlholdige gødninger af hensyn til specielt de korsblomstrede planter (sennep, raps, kål). Luftforureningen er dog stadig en betydelig kilde til kvælstof (bundet til ilt), som når jorden opløst i regnen.
Deposition af især ammonium fra udbringning af gylle på egnens marker er også en betragtelig kilde i den enkelte marks kvælstofregnskab. Denne gødningskilde må forventes at falde med stigende miljøkrav til udbringning, men det vil selvfølgelig mere end modsvares af en bedre udnyttelse af gyllen på de marker, hvor den udbringes.

### Fiksering
Bælgplanter som kløver og ærter kan gennem symbiose med bakterier fiksere kvælstof direkte fra luften. Det betyder, at afgrøder som lupin, lucerne, esparsette, kløver og kløver/græs-blandinger er en vigtig bestanddel af økologiske sædskifter.
Det hjælper dog ikke for andre næringsstoffer, der ikke på samme måde indgår som en naturlig del af atmosfæren.

### Frigivelse fra jordens egne lagre
Det, at de økologiske landbrug afstår fra brug af pesticider, fører til bedre forhold for jordens økosystemer. Det medvirker til, at der opstår en langt større biodiversitet imellem jordbundens organismer. Nedbryderne udgør fødeemner for rovdyrene, som ligeledes tager sig af de organismer, der er snyltere på planternes rødder. Det giver et større og mere livskraftigt rodnet, som bedre kan forsyne planternes top med den nødvendige næring. Desuden er der visse symbiotiske svampe (mycorrhiza), som er i stand til at optage fosfor, der ellers binder sig stærkt til jorden.
Jordens eget lager er dog en begrænset ressource (uanset om der er tale om førne, humus, eller mineralske stoffer sorberede til lerpartiklerne), og et sædskifte uden et tilskud udefra vil derfor på sigt udpine jorden.

### Husdyrgødning
Langt den vigtigste kilde til plantenæring i økologisk jordbrug er dog husdyrmøg, og det høje indhold af organisk stof i de fleste former for husdyrgødning (svinegylle er en undtagelse) fører til en berigelse af jorden med organisk materiale, der kan fjerne risikoen for udpining, samtidig med at det organiske stof også fører til en endnu højere mikrobiologisk aktivitet.
Brugen af konventionel husdyrgødning og halm i det økologiske landbrug udfases i 2017-2022. Da økologerne ikke må sprede ligeså meget husdyrgødning på jorderne som sine konventionelle kollegaer kan der opstå problemer med at tilføre nok næringsstoffer. Da der samtidig fjernes næring i form af de fødevarer, der sælges til byerne, er der stadig et underskud i stofkredsløbet, som dog afhjælpes ved flittig brug af efterafgrøder fx i form af kløver, som tilfører næring til jorden og den efterfølgende afgrøde.
Da de økologiske landbrug ikke altid kan producere tilstrækkeligt med økologisk foder pga. krav om selvforsyning (20 % af foderet for svin og fjerkræ og 60 % for kvæg skal komme fra egen bedrift eller være produceret i samme region), er det tilladt, at op til 5 % af proteinfoderandelen til økologiske svin og fjerkræ må komme fra konventionelle landbrug (økologiske kvæg skal dog have 100 % økologisk foder). En andel af foderet må også komme fra marker, der er under omlægning til økologisk dyrkning. I det omfang, hvor de konventionelle landbrug benytter sig af at gøde med byslam og kunstgødning, returneres de mineraler, som er solgt fra de økologiske brug i form af kød, mælk, æg og planteprodukter. På den måde genskabes det økologiske kredsløb med en omvej over konventionelt landbrug.

## Ukrudt og skadedyr
Økologisk jordbrug giver bedre forhold for skadedyr, men også for de dyr, der lever af skadedyrene. Derfor er skadedyrsangreb sjældent så ødelæggende som de ville være i et konventionelt jordbrug, hvor man ikke havde sprøjtet i tide. Man kan opmuntre dette med bevaring og pleje af hegn, vandløbsbredder, diger og andre småbiotoper giver nyttige organismer ly og føde, indtil de kan tage sig af skadedyrene. Ud over dette bruger man følgende metoder for at klare problemer med ukrudt, svampesygdomme og skadedyr:
- Nænsom behandling af jorden,
- Mekanisk bekæmpelse af ukrudt,
- Omhyggeligt gennemført sædskifte,
- Systematisk varieret husdyrbesætning,
- Brug af gamle plantesorter og husdyrracer,
- Større tolerance overfor pletter, skævheder m.v.

## Mulige fordele ved økologisk landbrug
Når man sætter en række begrænsninger i driften, må disse modsvares af tilsvarende fordele. Disse kan opdeles i dyrevelfærd, miljøhensyn, sundhed og mere bløde værdier (naturskønhed, bedre arbejdsmiljø).

### Mangel på vækstfaktorer
I konventionelt landbrug kan man optimere produktionen meget bevidst ved, at planterne tilføres bestemte næringsstoffer i præcist doseret mængde, og ved at man forebygger eller standser angreb fra plantesygdomme og skadedyr ved brug af pesticider. Det betyder, at planterne kan udnytte alle vækstfaktorer til det yderste (se Liebigs kar) med det resultat, at de vokser helt ud til grænsen for, hvad de kan præstere. Det skaber produktivitet, når man måler i økonomisk udbytte, hvor omkostningerne vægtes i forhold til omsætningen. Det konventionelle landbrug er altså i stand til at maksimere antallet af producerede enheder ved samme eller lavere stykpris.
Det økologiske landbrug har ikke samme målsætning. Her vil man hellere producere færre enheder af højere værdi. Da husdyrgødningen kun kan forsyne planterne efter biologisk nedbrydning, vil der være perioder, hvor jordtemperatur og -fugtighed nedsætter den biologiske aktivitet i jorden, og det formindsker mængden af frigjorte stoffer. Alt i alt vokser planter mere langsomt under økologiske betingelser, men det hævdes at de økologiske varer opnår længere holdbarhed, større tørstofindhold, bedre aminosyrefordeling, større indhold af antioksidanter og flere vitaminer end konventionelt landbrugs produkter.[kilde mangler]
Dog har en undersøgelse lavet af FN's landbrugsorganisation (FAO) konkluderet, at økologisk dyrkning af eksportafgrøder i udviklingslande kan give op til 116 % i merudbytte i forhold til konventionel dyrkning af samme afgrøder. Dette skyldes forbedringer af jordens frugtbarhed ved økologiske dyrkningsmetoder.[kilde mangler]

### Gødning
I Danmark påvirker udledningen af næringsstoffer fra både byer og landbrug vandkvaliteten. Derfor har Folketinget vedtaget de skiftende vandmiljøplaner, som skal føre til mindre belastning af vandløb, søer og havområder. Byerne har for længst gennemført meget bekostelige effektiviseringer af deres spildevandsrensninger, og også fra landbrugets side er der gennemført mærkbare reduktioner i udledningen af gødningsstoffer. De seneste undersøgelser har vist, at disse indgreb er begyndt at virke, selv om der stadig mangler en del i at få målene opfyldt.
Nitrat fra kvælstofgødning, møg og bælgplanter kan omdannes til nitrit, der kan føre til sygdom hos spædbørn. Indholdet af nitrat i drikkevandet overskrider visse steder den vedtagne grænseværdi. Da Folketinget har besluttet, at drikkevand skal leveres så rent, at det ikke behøver at blive renset, har det ført til lukning af drikkevandsboringer, eller at forurenet drikkevand er blevet blandet med rent drikkevand for at komme under grænseværdien.
Overgødskning af vandløb, søer og kystnære områder fremkalder en opblomstring af alger. Når disse alger dør, nedbrydes de af mikroorganismer, der bruger den ilt, som fisk og andre større organismer skulle bruge. Det fører til fiskedød, muslingedød og hummerdød, og senere til bundvendinger, når de døde alger lægger et iltfrit lag på bunden.
Det er vanskeligt at fastslå, hvor stort et udslip af næringsstoffer, der er fra et landbrug. Der er usikkerhed om, hvorvidt økologisk drift er mere eller mindre skånsom på dette område end konventionel drift. I målingerne drukner driftformen i usikkerheden fra andre kilder, og selv om lysimeterforsøg synes at vise mindre udvaskning fra økologiske landbrug, er det endnu ikke bevist, at det også gælder i stor skala for virkelige bedrifter.
For den økologiske driftforms fordel taler primært, at økologiske landmænd har en meget større motivation end konventionelle landmænd til at passe på deres næringsstoffer. For konventionelle planteavlere er kunstgødning en billig ressource, og for konventionelle husdyrbrug er husdyrgødningen et affaldsprodukt. I begge tilfælde betyder det, at den konventionelle drift bliver regelbaseret, dvs. at landmændene gøder så meget som loven tillader, selv hvis lokale forhold peger på, at man burde nøjes med mindre.
Ved brug af kunstgødning er det langt lettere at styre tilførslen gødning i mineralsk form (som kunstgødning), frem for i organisk form (som husdyrgødning), hvor man sjældent har et særligt præcist mål for indholdet samt er afhængig af vejrforholdene for frigivelse. Dog kan kunstgødning gøre planterne mere udsatte over for skadedyr og svampesygdomme, hvorfor man ofte må øge brugen af pesticider som følge af kunstgødskning.
Brug af organisk gødning (uanset om det er i en konventionelt eller økologisk drift) vil hjælpe på opbygning af humus i jorden, og derved også jordens evne til at holde på næringsstofferne så de ikke bliver udvasket før planterne kan optage dem.

### Miljøfremmede stoffer
Pesticider er ofte stoffer, der ikke optræder naturligt i omgivelserne. Nogle af disse stoffer har vist sig at have en negativ indflydelse på miljøet også ud over den tilsigtede bekæmpelse af uønskede organismer, mens andre har vist sig at være sundhedsskadelige, kræftfremkaldende eller skadelige for arveanlæggene. I de seneste år er en del pesticider under mistanke for at have østrogenlignende virkning på dyr og mennesker.
Konventionelt landbrug er underlagt lovbestemte restriktioner i brugen af pesticider, så det kun er lovligt at bruge stoffer, som anses for uskadelige, og sådan at de skal anvendes efter de præcise forskrifter, som står på emballagen. Reelt har det offentlige (her Miljøstyrelsen) bevisbyrden, når der rejses tvivl om sikkerheden ved at bruge et bestemt stof, og derfor kan det tage sin tid, før det bliver fastslået, at tilladte stoffer er farlige. Det fører til, at mange landmænd kommer ud for at bruge skadelige stoffer i god tro, og mange føler derfor, at det er bedre helt at undgå dem.
Specielt for vin gælder, at det er svært at dyrke helt uden brug af kemiske bekæmpelsesmidler. Derfor kan det være tilladt ved økologisk dyrkning af druer at bruge naturlige bekæmpelsesmidler. Det samme gør sig gældende i udenlandsk æbleproduktion, hvor økologer må sprøjte med en kobberopløsning. Det er langt mindre skadeligt end pesticider og lignende miljøfremmede stoffer. Et gennemsnitligt, konventionelt æble produceret i Danmark sprøjtes op til 27 gange, hvorfor det altid vil være bedst at vælge økologi, såfremt man ønsker at undgå pesticidrester.
En stærkt omtalt rapport viste, at økologiske landmænd havde bedre sædkvalitet end konventionelle landmænd, hvilket understreger, hvor skadelige de miljøfremmede stoffer kan være.

### Energiforbrug
Det økologiske landbrug har ikke nogen målsætning vedrørende energiforbrug. Da fremstillingen af kunstgødning er meget energikrævende, vil der blive sparet en del energi dér i forhold til konventionel planteavl. Til gengæld er en mekanisk ukrudtsbekæmpelse mere energikrævende end kemisk ukrudtsbekæmpelse. Hvis høsten slår fejl på grund af skadedyr, vil energiforbruget i forhold til udbyttet kunne gå helt skævt. For husdyrhold vil de bedre forhold generelt også øge kravet til energi indendørs. Til gengæld vil der ikke være krav til opvarmning eller belysning, når dyrene opholder sig udendørs.
Hvis man opgør den samlede import af energi (brændstof, el og energi, som er bundet i indkøbte varer) i forhold til den energi, som de solgte produkter bærer, viser det sig, at det konventionelle landbrug har langt de største energiomkostninger pr. enhed.[kilde mangler] Det er dog åbenlyst, at netop energiforbruget er det største problemfelt for økologisk landbrug.

### Flora og Fauna
I kraft af forbuddet mod pesticider giver økologisk landbrug bedre plads til et naturligt varieret plante- og dyreliv. Brugen af pesticider påvirker ikke blot de dyr og planter, man ønsker dræbt, men også de dyr, der ellers ville æde skadevolderne. I gennemsnit er der 30 % flere vilde dyr og planter i økologiske marker sammenlignet med de konventionelle.

## Økologi i udlandet
I udlandet er der stor forskel på, hvad der betegnes som det der kendes som økologisk landbrug i Danmark. På eksempelvis engelsk betegnes det som "organic" (De bruger altså ordet organisk til at beskrive økologi). Grundlæggende er der ofte tale om samme grundtanke om at begrænse bruget af syntetiserede sprøjtemidler og kunstgødning, men langt fra alle lande har et lignende forbud mod brugen af dem. Forskellene tydeliggøres ofte også i hvad der betegnes som økologiske fødevarer.

### Storbritannien
Storbritannien benyttede sig af EU's fælles retningslinjer og krav til økologiske fødevarer. Efter landets udtrædelse fra EU er mange af disse regler bibeholdt, dog er der ikke et fælles logo eller mærkning, men fødevarerne skal leve op til økologiske krav, for at måtte markedsføres som økologiske. Generelt skal fødevarer indeholde 95 % økologiske ingredienser for at måtte markedsføres som økologiske. For økologisk dyrkning kræves der en godkendelse af en af otte private organisationer i landet. For at leve op til en godkendelse til økologisk landbrug, skal landmanden leve op til krav som: Sænke brugen af kunstgødning og pesticider, kun benytte tilsætningsstoffer og pesticider, der er godkendt til økologisk dyrkning, samt benytte sig af maskinelle pleje og dyrkningsmetoder.

### EU
Siden 2010 har der været et fælles EU økologiforordning, der sætter fælles retningslinjer for alle medlemslandende, samt et fælles logo for produkter, der lever op til kravene for EU økologisk landbrug. Danske økologiske produkter, der ikke er en fødevare, kan få et dansk økologisk Ø-mærke, mens EU-mærket alene gælder for fødevarer. Grundlæggende er de danske og fælles EU økologiske krav ens, men der er enkelte krav for dansk producerede økologiske varer med økologisk Ø-mærke, som ikke kræves for importerede varer med det fælles EU-logo.
Ligesom Danmark har nogle medlemslande deres egne nationale mærkninger, som danske forbrugere vil kunne finde på produkter, der er importeret fra disse lande:
- Frankrig: "AB - Agriculture Biologique"
- Holland "EKO"
- Italien: "ICEA"
- Sverige: "KRAV"
- Tyskland: "Bio-Siege"

### USA
I de forenede stater, findes der en stærk tilslutning til veganisme og økologiske fødevarer. Dog er der markante forskelle på, hvad der kræves af "organic farming" i USA og danske samt EU producerede, økologiske fødevarer. Sammenligneligt med Danmark er der en karensperiode, hvor landbruget under omlægningen til økologisk landbrug skal vente et antal år, hvor de praktisere økologisk landbrug, før de kan kvalificere sig til at sælge deres afgrøder som økologisk. Men i modsætning til Danmark og EU, så er der ikke et grundlæggende forbud mod kemiske pesticider m.m. Derimod er de fleste af disse forbudt, med mindre de er godkendt efter en række kriterier om deres indvirken på mennesker og miljøet. I Danmark er der et fuldkomment forbud, og der kan i stedet gives dispensation for brugen ved særlige situationer, såsom "akut fare for afgrøden", men ikke som forebyggende eller "ikke alvorlige fare" for afgrøderne.
Fødevarer der er til salg i USA, skal indeholde minimum 70 % økologiske ingredienser, hvor de resterende 30 % kan være konventionelle ingredienser. I Danmark skal økologiske fødevarer som udgangspunkt indeholde 100 % økologiske ingredienser, hvor der dog kan gives dispensation til brug af op til 5 % ikke økologiske ingredienser på midlertidig basis, hvis en virksomhed benytter ingredienser, der ikke endnu kan dyrkes økologisk eller hvis den indgår på EU's liste over ingredienser, der må benyttes til økologiske fødevarer grundet særlige situationer, såsom produktion af tang, akvakultur m.fl.
Der kan grundet landets opbygning med føderale stater, også være regionale krav, der er strengere.